# Папуанский украшенный лори
Папуанский украшенный лори (лат. Charmosyna papou) — птица отряда попугаеобразных.

## Внешний вид
Длина попугая с хвостом 42 см, хвост длиннее тела. Окраска оперения в основном состоит из красного и чёрного цветов. У некоторых особей в окраске преобладает чёрный цвет. Голова красная, на затылке голубое пятно. Брюшко, грудь, горло красной окраски. Радужка оранжевая. Ноги сверху чёрные, снизу — жёлтые.

## Распространение
Обитают на севере полуострова Чендравасих на северо-западе острова Новая Гвинея.

## Образ жизни
Населяют субтропический и горные влажные тропические леса.

## Содержание
В Европе встречаются редко.